# Kecalkoatl
Kecalkoatl (Quetzalcoatlus) – rodzaj olbrzymiego pterozaura z rodziny azdarchidów (Azhdarchidae) żyjącego w późnej kredzie na obecnych terenach Ameryki Północnej. Został opisany w 1975 roku przez Douglasa Lawsona w oparciu o skamieniałości pochodzące z datowanych na najpóźniejszą kredę lądowych osadów na zachodzie stanu Teksas. Nazwa Quetzalcoatlus pochodzi od imienia Quetzalcoatla, jednego z najważniejszych bogów plemion Mezoameryki, oznaczającego „pierzasty wąż”.

## Rozmiary
Na podstawie holotypu Lawson ocenił rozpiętość skrzydeł kecalkoatla na 15,5 m. W publikacji Humphriesa i współpracowników (2007) jest ona szacowana na 10,39 m, zaś powierzchnia skrzydeł na 5,12 m². Długość żuchwy kecalkoatla wynosi około 200 cm, a jego masę szacuje się przeważnie na od 45,8 do 200 kg. W 2010 roku na podstawie cyfrowych trójwymiarowych modeli kecalkoatla Donald Henderson ocenił jego masę na ponad 540 kg. Tak ciężkie zwierzę najprawdopodobniej nie potrafiłoby latać, co zdaniem autora tłumaczyłoby jego olbrzymie rozmiary, które mogłyby chronić go przed atakiem teropodów. Zdaniem Wittona i Habiba (2010) szacunki te są jednak oparte na błędnym (w przypadku kecalkoatla) modelu, a rzeczywista masa pterozaura nie przekraczała 250 kg przy rozpiętości skrzydeł nie większej niż 11 m.
W 2002 roku opisano pterozaura Hatzegopteryx thambema, przypuszczalnie osiągającego większe rozmiary niż Quetzalcoatlus – rozpiętość jego skrzydeł oszacowano początkowo na ponad 12 m, a długość czaszki na około 3 m, jednak Witton i Habib (2010) uznali te szacunki za przesadzone i stwierdzili, że Hatzegopteryx był zbliżonej wielkości jak Quetzalcoatlus. W 1996 Alexander Wilhelm Armin Kellner i Wann Langston Jr. opisali pochodzące z datowanych na mastrycht osadów formacji Javelina skamieniałości reprezentujące drugi, nienazwany dotąd gatunek rodzaju Quetzalcoatlus. Przedstawiciele tego gatunku byli o około połowę mniejsi niż Q. northropi.

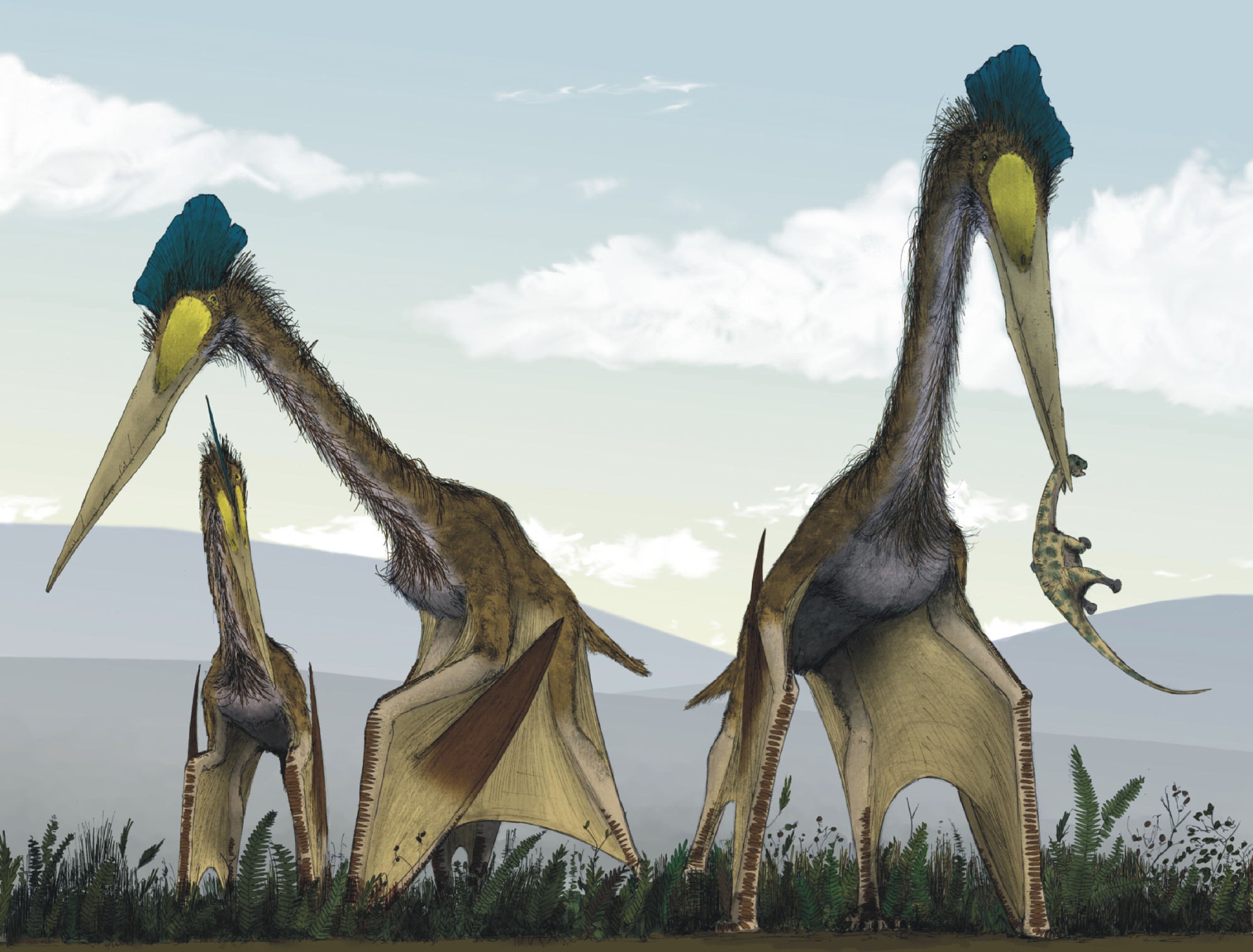
Polujące kecalkoatle według Wittona i Naisha (2008)

## Paleobiologia
Większość pterozaurów była uważana za zwierzęta rybożerne, jednak w formacji Javelina, w której odkryto holotyp kecalkoatla, nie odnaleziono skamieniałości ryb, co sugeruje, iż w późnej kredzie nie był to ekosystem wodny. Budowa kręgów oraz duże rozmiary również przemawiały przeciwko rybożerności, dlatego Lawson zaproponował, że Quetzalcoatlus był padlinożercą, krążącym w powietrzu i wypatrującym martwych dinozaurów. Długi dziób miał mu ułatwiać pożywianie się trudno dostępnymi kęsami padliny. Rybożerność kecalkoatla sugerował Prieto, jednak późniejsze badania sprzeciwiają się tej hipotezie. Kevin Padian i S. Christopher Bennett sugerowali, że pterozaur ten poruszał się na czterech kończynach na ziemi i chwytał niewielkie zwierzęta lądowe. Teorię tę wspierają również nowsze badania.

## Przypisy

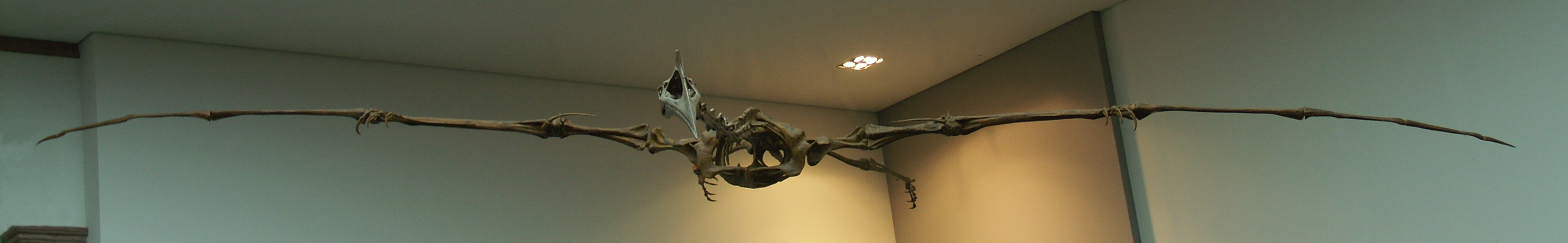
Rekonstrukcja szkieletu kecalkoatla w Muzeum Senckenberga we Frankfurcie nad Menem